# カルロ・ジョヴァンニ・アメデーオ・ディ・サヴォイア
カルロ・ジョヴァンニ・アメデーオ・ディ・サヴォイア（Carlo Giovanni Amedeo di Savoia, 1488年6月23日 - 1496年4月16日）は、サヴォイア公、ピエモンテ公、アオスタ伯、モーリエンヌ伯、ニース伯、キプロス王、エルサレム王（在位：1490年 - 1496年）。カルロ1世の子。カルロ2世（Carlo II）とも呼ばれる。フランス語名ではシャルル・ジャン・アメデ・ド・サヴォワ（Charles Jean Amédée de Savoie）。
父の早世により2歳で家督を相続したが、8歳で事故死した。カルロの死によりアメデーオ9世の系統の男系男子は絶えたため、アメデーオ9世の弟でカルロの大叔父に当たるフィリッポ2世が相続人となった。